# University College Lillebælt
University College Lillebælt (UCL) var en dansk professionshøjskole, der blev dannet i 2008 ved at fusionere CVU Fyn, CVU Jelling, CVSU Fyn og Den Sociale Højskole, Odense.
University College Lillebælt havde afdelinger i Jelling, Vejle, Odense og Svendborg. Hovedsædet var placeret i Vejle. I alt var der 7.000 indskrevne studerende og 700 medarbejder. Omsætningen var 475 mio. kr. årligt.

## Uddannelser
- Ergoterapeut (Odense)
- Fysioterapeut (Odense)
- Lærer samt meritlærer (Jelling Seminarium, Skårup Seminarium og Odense Seminarium)
- Professionsbachelor i offentlig administration (Den Sociale Højskole, Odense)
- Pædagog (Jelling og Odense)
- Radiograf (Odense)
- Socialrådgiver (Den Sociale Højskole, Odense)
- Sygeplejerske (Odense, Svendborg og Vejle)
- Bioanalytiker
- Energiteknolog

## UCL Erhvervsakademi og Professionshøjskole
I August 2018 fusionerede University College Lillebælt med Erhvervsakademiet Lillebælt, hvilket resulterede i den nye organisation ved navn UCL Erhvervsakademi og Professionshøjskole. UCL Erhvervsakademi og Professionshøjskole har afdelinger fordelt i Jelling, Vejle, Odense og Svendborg. Uddannelsesinstitutionen tilbyder udover uddannelser på erhvervsakademi- og professionsbachelorniveau ligeledes efteruddannelser på akademi- og diplomniveau. Den nye organisation har omkring 11.000 fuldtidsstuderende og 1.000 medarbejdere fordelt rundt på de forskellige campusser.